# 宝島社文庫
宝島社文庫（たからじましゃぶんこ）は、宝島社が発行している文庫本レーベル。本項では、姉妹レーベルである宝島SUGOI文庫などについても解説する。

## 沿革と概要
1998年7月24日創刊。毎月5日頃に数点ずつ発売されている。ミステリー、ライトノベル、時代小説、官能小説、恋愛小説、ノンフィクションなど、様々なジャンルを扱っており、それぞれにレーベルやシリーズが設けられている。
宝島SUGOI文庫の創刊と、宝島社文庫の10周年を記念して誕生した『ぶんこちょ』というPRキャラクターが設けられている。
鳥をモチーフとしたキャラクターで、機嫌が良い時には人の手に乗って遊ぶことがあるとされ、羽の部分が文庫本のようになっている。

## このライトノベルがすごい!文庫
宝島社が発行するライトノベル系の文庫レーベル。

## 『このミステリーがすごい！』大賞シリーズ
宝島社が発行するミステリー系の文庫シリーズ。
『このミステリーがすごい!』大賞の大賞や優秀賞を受賞した作家の単行本が文庫化される際に、『このミステリーがすごい！』大賞シリーズとして宝島社文庫に収められる。
- ゼロの迎撃（安生正）
- ジャックナイフ・ガール 桐崎マヤの疾走（深町秋生）
- JC科学捜査官 雛菊こまりと“ひとりかくれんぼ”殺人事件（上甲宣之）
- 鷹野鍼灸院の事件簿（乾緑郎）
- 花工房ノンノの秘密　死をささやく青い花（深津十一）
- 人喰いの家（塔山郁）

## 「この時代小説がすごい!」シリーズ
宝島社が発行する時代小説系の文庫シリーズ。
- 奔る吉原用心棒 小蝶丸騒動伝（中谷航太郎）
- はぐれ文吾人情事件帖（小杉健治）
- 一本うどん 八丁堀浪人江戸百景（倉阪鬼一郎）

## 「この官能小説がすごい!」シリーズ
宝島社が発行する官能小説系の文庫シリーズ。
- 月夜に蕩けて（睦月影郎）
- 夜に堕ちて（草凪優）

## 日本ラブストーリー大賞シリーズ
日本ラブストーリー大賞の大賞やエンタテインメント特別賞、ニフティ/ココログ賞を受賞した作家の単行本が文庫化される際に、日本ラブストーリー大賞シリーズとして宝島社文庫に収められる。日ラブ大賞シリーズと略称される。
- カフーを待ちわびて（原田マハ）
- スイッチ（さとうさくら）
- 守護天使（上村佑）
- 埋もれる（奈良美那）
- 私の結婚に関する予言38（吉川英梨）
- さくら色 オカンの嫁入り（咲乃月音）
- 響け! ユーフォニアムシリーズ（武田綾乃）- 2015年にテレビアニメ化。

## 宝島SUGOI文庫
宝島社が発行するノンフィクション系の文庫レーベル。
2008年5月創刊。
宝島社から発行された単行本や「別冊宝島」シリーズを再編成したものなどを収録している
。
創刊に際しては、「宝島社が発行する文庫の知名度を上げていきたい。これまでに、宝島社文庫では文芸や教養といったジャンルを主に扱ってきたが、月ごとの発行点数は、10点の月があったり2点の月があったりと、大きなばらつきがあった。宝島SUGOI文庫では、通巻1500号を超えるムック「別冊宝島」で扱ったノンフィクションを中心に収録し、大量の刊行を目標として、文庫の存在感を高めていきたい」といった声明が発せられた
。